# فابيان توريس
فابيان توريس (بالإسبانية: Fabián Torres Cuello)‏ هو لاعب كرة قدم تشيلي، ولد في 27 أبريل 1989 في كوبيابو في تشيلي. لعب مع نادي أونيفرسيداد دي تشيلي.